# Helen Dahm
Pour les articles homonymes, voir Dahm.
Helen Dahm (ou Helene Dahm ; 21 mai 1878 à Egelshofen - 24 mai 1968 à Männedorf) est une peintre suisse expressionniste.

## Biographie
Helen Dahm est née à Kreuzlingen dans une famille de la bourgeoisie. Après la faillite de l'entreprise textile de son père, la famille déménage à Zurich en 1897, où sa mère dirige un pensionnat pour étudiants. Helen Dahm a comme premiers professeurs de dessin Hermann Gattiker et Ernst Würtenberger, qui l’incitent vivement à poursuivre ses études. Grâce à une bourse, elle étudie à l'Académie des beaux-arts de Munich auprès de Julius Exter entre 1906 et 1913. Elle fait rapidement connaissance avec les artistes les plus célèbres de la ville, notamment Vassily Kandinsky, Franz Marc, August Macke, Gabriele Münter, Marianne von Werefkin et Alexej von Jawlensky. Elle est fortement influencée par les artistes du groupe Le Cavalier bleu. 

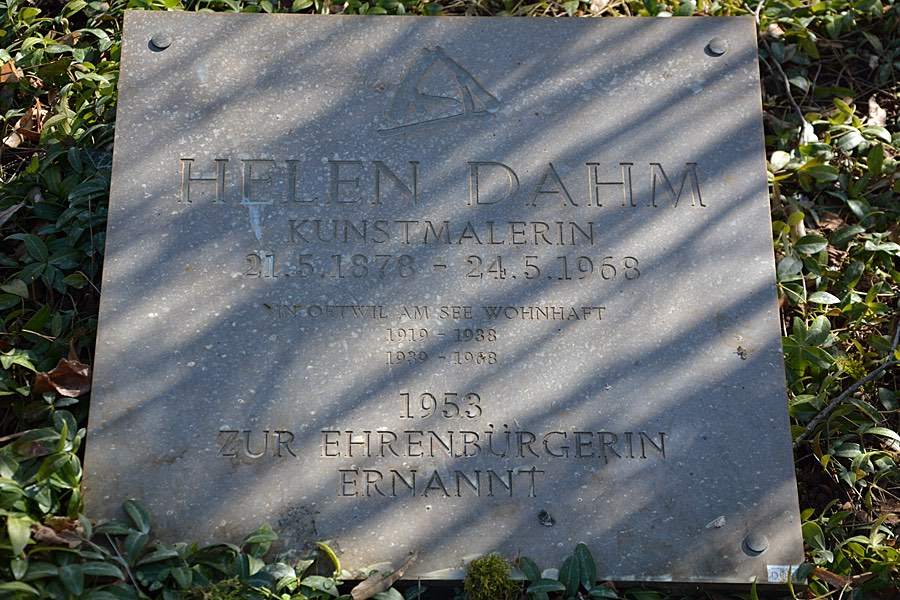
Pierre tombale au cimetière d'Oetwil am See.

En 1913, Helen Dahm s'installe de nouveau à Zurich, en compagnie de l'historienne de l'art et peintre berlinoise Else Strantz (1866-1947). Elles travaillent comme designers. En outre, elle peint beaucoup, mais sans grande reconnaissance. En 1919, les deux femmes s'installent à Oetwil am See. Après leur séparation en 1932, Helen Dahm entre dans une grave crise existentielle. En 1938, elle s'installe avec un groupe de femmes dans l'ashram de Meher Baba en Inde. Elle avait l'intention d'y rester définitivement à la recherche d'une nouvelle vie et d'accomplissement spirituel. Les principales œuvres de cette période sont les peintures murales de la tombe de Meher Babas. À la suite d'une grave maladie, Helen Dahm revient en Suisse un an plus tard, où elle s'installe de nouveau à Oetwil am See.
En plus des œuvres abstraites et mystico-religieuses, Helen Dahm a abordé à plusieurs reprises la représentation de la nature et du paysage. En 1953, son travail a été honoré par une vaste rétrospective au Helmhaus de Zurich, lui permettant d'obtenir la reconnaissance souhaitée. En 1954, Helen Dahm est devenue la première femme à recevoir le prix des beaux-arts de la ville de Zurich. Helen Dahm est décédée au printemps 1968, trois jours après son 90e anniversaire à Männedorf.
Un musée lui est consacré à Oetwil am See.

## Sources
- Tapan Bhattacharya, « Dahm, Helen » dans le Dictionnaire historique de la Suisse en ligne, version du 18 mars 2004.
- Helen Dahm, in Allgemeines Künstlerlexikon. Die Bildenden Künstler aller Zeiten und Völker (AKL). Vol. 23, Saur, München u. a. 1999,  (ISBN 3-598-22763-9), p. 436.
- Künstlerlexikon der Schweiz. XX. Jahrhundert. Verein zur Herausgabe des schweizerischen Künstler-Lexikons; Redaction: Hans Christoph von Tavel. Huber, Frauenfeld 1958–1967.
- Biografisches Lexikon der Schweizer Kunst. Dictionnaire biographique de l'art suisse. Dizionario biografico dell'arte svizzera. Édité par: Institut suisse des beaux-arts, Zurich et Lausanne; sous la dir. de Karl Jost. 2 volumes. Editions de la Neue Zürcher Zeitung, Zurich 1998.
- Joseph August Beringer: Dahm, Helene, In : Allgemeines Lexikon der Bildenden Künstler von der Antike bis zur Gegenwart. sous la dir. de Ulrich Thieme et Felix Becker. vol. 8 : Coutan-Delattre . Marin EA, Leipzig 1912, p. 279 ( Textarchiv – Internet Archive).
- (de) Doris Wild, Elisabeth Grossmann et Regula Witzig, Helen Dahm, Zurich, ABC Verlag, 1994 (ISBN 3-85504-084-2)
- Paola von Wyss-Giacosa et Sandi Paucic: Katalog Helen Dahm.  (ISBN 3-905647-13-3) .
- Hanna Gagel: So viel Energie – Künstlerinnen in der dritten Lebensphase.  AvivA, 2005,  (ISBN 3-932338-24-3) .